# 馬扎拉-德爾瓦洛
馬扎拉-德爾瓦洛（義大利語：Mazara del Vallo）是意大利西西里大区特拉帕尼省的市镇，位於西西里島西南部馬扎羅河左岸，面積275平方公里，海拔高度8米，2009年人口51,359，人口密度每平方公里190人。

## 外部連結

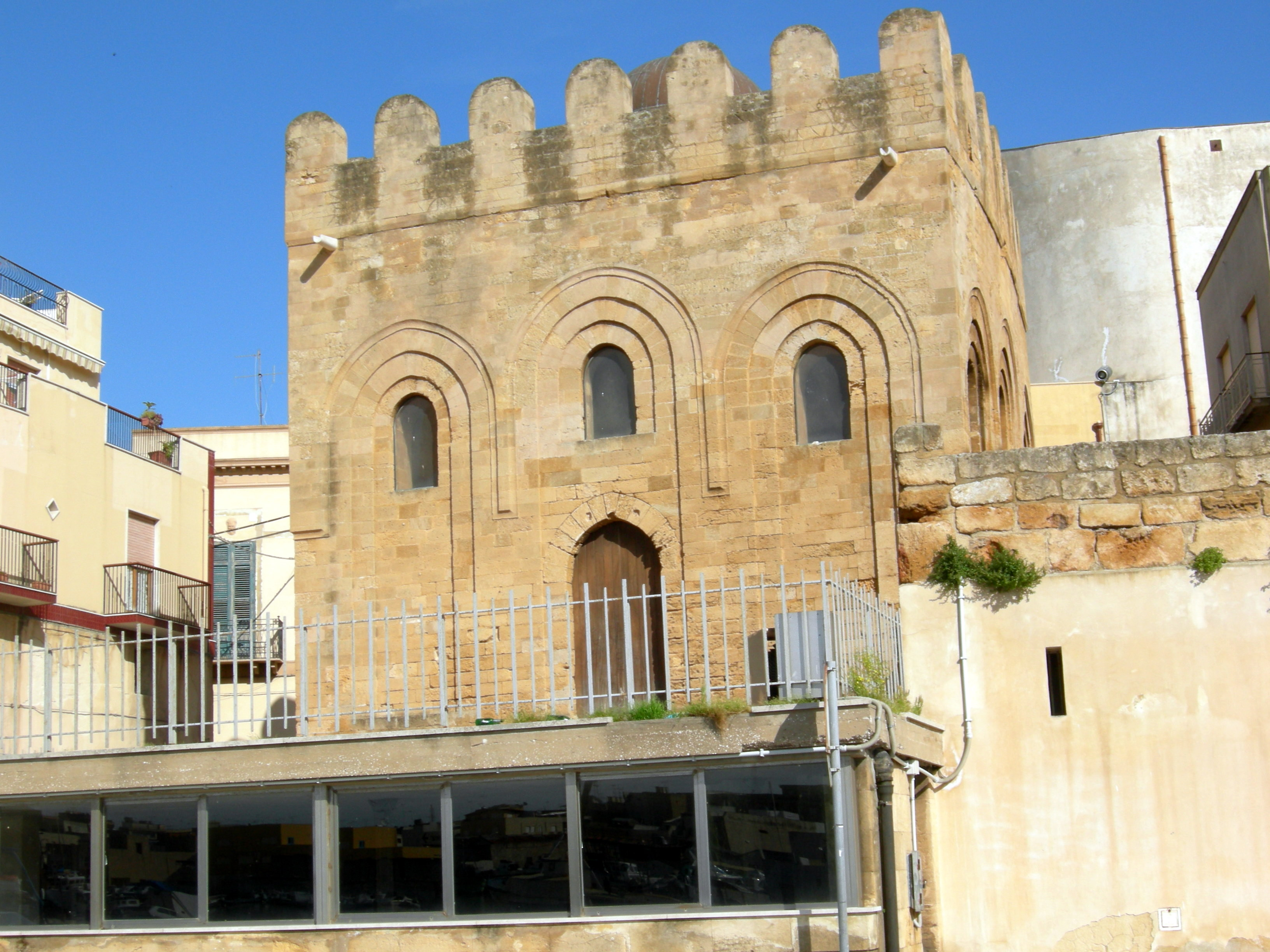
教堂

- （意大利文） History of the city of Mazara del Vallo
- （意大利文） History of the local Diocese
- （意大利文） Article about the immigration issue in Mazara del Vallo
- （意大利文） （英文） Cerchiamo Denise （页面存档备份，存于）